# Кавагое
Кавагое е град в префектура Сайтама, Япония. Населението му е 353 814 жители (по приблизителна оценка от октомври 2018 г.), а площта e 109,16 кв. км. Намира се в часова зона UTC+9. Телефонният му код е 049. Получава статут на град през 1922 г.